# Guájar Fondón
Guájar Fondón (también escrito Guájar-Fondón) es una localidad española del municipio de Los Guájares, situada en la parte septentrional de la Costa Granadina (provincia de Granada), en Andalucía. Cerca de esta localidad se encuentran los núcleos de Guájar Faragüit, Guájar Alto, Vélez de Benaudalla y Lobres.

## Historia
Antes conocido como "Guáxar del Fondón", Guájar Fondón fue un municipio independiente hasta 1973, cuando se fusionó junto con Guájar Faragüit y Guájar Alto en un solo municipio llamado Los Guájares, y recayendo la capitalidad municipal en el núcleo faragüilero.

## Demografía
| Gráfica de evolución demográfica de Guájar Fondón entre 1842 y 1970 |
| |
| Población de derecho según los censos de población del INE Población de hecho según los censos de población del INEEn 1973 este municipio desaparece porque se agrupa en el municipio Los Guájares |